# Wiesław Leśniakiewicz
Wiesław Bogdan Leśniakiewicz (ur. 15 marca 1959 w Jordanowie) – polski strażak, generał brygadier, w latach 2005–2008 zastępca komendanta głównego Państwowej Straży Pożarnej, w latach 2008–2015 komendant główny Państwowej Straży Pożarnej i szef Obrony Cywilnej Kraju, od 2023 podsekretarz stanu w Ministerstwie Spraw Wewnętrznych i Administracji.

## Życiorys
W 1978 został podchorążym w Wyższej Oficerskiej Szkole Pożarniczej. W 1982 mianowany na pierwszy stopień oficerski, w tym samym roku uzyskał też tytuł zawodowy inżyniera pożarnictwa. Od 1985 do 1986 był zastępcą komendanta Komendy Rejonowej Straży Pożarnej w Nowym Targu, później przez sześć lat komendantem tej jednostki. W latach 1992–1997 pełnił funkcję komendanta rejonowego PSP w Nowym Targu, następnie do 2003 komendanta Szkoły Aspirantów Państwowej Straży Pożarnej w Krakowie. W 2003 powołany na stanowisko mazowieckiego komendanta wojewódzkiego PSP, a dwa lata później na zastępcę komendanta głównego PSP i zastępcę szefa Obrony Cywilnej Kraju.
3 stycznia 2008 został komendantem głównym Państwowej Straży Pożarnej i szefem OCK. 11 sierpnia 2010 prezydent Bronisław Komorowski awansował go na stopień generała brygadiera. 21 grudnia 2015 został odwołany z funkcji komendanta głównego PSP.
W 2017 został społecznym współpracownikiem Klubu Parlamentarnego Polskiego Stronnictwa Ludowego. Wybierany też na wiceprezesa Zarządu Głównego Związku Ochotniczych Straży Pożarnych RP.
W grudniu 2023 objął funkcję podsekretarza stanu w Ministerstwie Spraw Wewnętrznych i Administracji.

## Odznaczenia
- Srebrny Krzyż Zasługi (1998)[7]
- Złoty Krzyż Zasługi (2003)[8]
- Medal Honorowy im. Józefa Tuliszkowskiego (2007)[9]
- Order Przyjaźni (2010, Rosja)[10]
- Odznaka Honorowa „Bene Merito” (2015)[11]
- Odznaka Honorowa za Zasługi dla Samorządu Terytorialnego (2015)[12]